# Ekstraklasa w futsalu (2023/2024)
Ekstraklasa 2023/2024 – 30. edycja najwyższych w hierarchii rozgrywek ligowych polskiego klubowego futsalu. Organizatorem rozgrywek był Futsal Ekstraklasa.
Rozgrywki dwustopniowe, pierwsza faza ligowa, druga faza - pucharowa. Do fazy pucharowej kwalifikuje się 8 najlepszych zespołów fazy ligowej. Z ekstraklasy spadają do I ligi trzy ostatnie zespoły.
| Rozgrywki                | Poziomy ligowe | Liga        | Sezon                     |
| ------------------------ | -------------- | ----------- | ------------------------- |
| Centralne                | I poziom       | Ekstraklasa | Sezon 2023/2024 (1 grupa) |
| Centralne                | II poziom      | I Liga      | Sezon 2023/2024 (2 grupy) |
| Makroregionalne          | III poziom     | II Liga     | Sezon 2023/2024 (4 grupy) |
| Regionalne (16 Związków) | IV poziom      | III Liga    | Sezon 2023/2024 (12 grup) |

## Drużyny
| Klub                                   | Poprzedni sezon      |
| -------------------------------------- | -------------------- |
| Rekord Bielsko-Biała                   | 1                    |
| Constract Lubawa                       | 2                    |
| Piast Gliwice                          | 3                    |
| Futsal Leszno                          | 4                    |
| Red Dragons                            | 5                    |
| Jagiellonia Białystok                  | 6                    |
| Dreman Opole Komprachcice              | 7                    |
| FC Toruń                               | 8                    |
| Widzew Łódź                            | 9                    |
| AZS UW Warszawa                        | 10                   |
| Legia Warszawa                         | 11                   |
| BSF Bochnia                            | 12                   |
| Clearex Chorzów                        | 13                   |
| We-Met Futsal Club Kamienica Królewska | 1 - I liga (gr.płn.) |
| Eurobus Przemyśl                       | 1 - I liga (gr.płd.) |
| Sośnica Gliwice                        | 2 - I liga (gr.płd.) |

## Tabela
| Lp. | Drużyna                                | M  | Z  | R | P  | Bramki | Bramki | Różn. | Pkt. | Uwagi          |
| --- | -------------------------------------- | -- | -- | - | -- | ------ | ------ | ----- | ---- | -------------- |
| 1   | Constract Lubawa                       | 30 | 25 | 3 | 2  | 210    | 58     | +152  | 78   | Faza pucharowa |
| 2   | Rekord Bielsko-Biała                   | 30 | 25 | 2 | 3  | 144    | 50     | +94   | 77   | Faza pucharowa |
| 3   | Piast Gliwice                          | 30 | 25 | 2 | 3  | 150    | 52     | +98   | 77   | Faza pucharowa |
| 4   | KS Futsal Leszno                       | 30 | 18 | 4 | 8  | 151    | 87     | +64   | 58   | Faza pucharowa |
| 5   | Dreman Opole Komprachcice              | 30 | 18 | 3 | 9  | 124    | 77     | +47   | 57   | Faza pucharowa |
| 6   | BSF Bochnia                            | 30 | 18 | 3 | 9  | 128    | 97     | +31   | 57   | Faza pucharowa |
| 7   | Legia Warszawa                         | 30 | 13 | 6 | 11 | 100    | 96     | +4    | 45   | Faza pucharowa |
| 8   | Widzew Łódź                            | 30 | 13 | 4 | 13 | 105    | 107    | -2    | 43   | Faza pucharowa |
| 9   | Red Dragons Pniewy                     | 30 | 12 | 6 | 12 | 106    | 111    | -5    | 42   |                |
| 10  | FC Toruń                               | 30 | 10 | 2 | 18 | 92     | 132    | -40   | 32   |                |
| 11  | Eurobus Przemyśl                       | 30 | 9  | 4 | 17 | 86     | 130    | -44   | 31   |                |
| 12  | AZS UW Wilanów (Warszawa)              | 30 | 8  | 7 | 15 | 62     | 106    | -44   | 31   |                |
| 13  | We-Met Futsal Club Kamienica Królewska | 30 | 8  | 3 | 19 | 94     | 135    | -41   | 27   |                |
| 14  | Ruch Chorzów Futsal                    | 30 | 5  | 2 | 23 | 79     | 181    | -102  | 17   | Spadek         |
| 15  | Sośnica Gliwice                        | 30 | 2  | 4 | 24 | 43     | 148    | -105  | 10   | Spadek         |
| 16  | Jagiellonia Białystok                  | 30 | 3  | 1 | 26 | 67     | 174    | -107  | 10   | Spadek         |

- Od 21 grudnia 2023 Clearex Chorzów występuje pod nazwą Ruch Chorzów Futsal.

### Tabela grupy mistrzowskiej
| Lp.    | Drużyna                                                          | Uwagi      |
| ------ | ---------------------------------------------------------------- | ---------- |
| złoto  | Rekord Bielsko-Biała                                             | LM - elim. |
| srebro | Constract Lubawa                                                 |            |
| brąz   | Piast Gliwice                                                    |            |
| 4      | KS Futsal Leszno                                                 |            |
| 5-8    | Dreman Opole Komprachcice BSF Bochnia Legia Warszawa Widzew Łódź |            |

## Faza pucharowa
Źródło 

### 1/4 finału
Mecze rozgrywane są do dwóch zwycięstw.
| Pary   | Data       | Drużyna I                 | Drużyna II                | Wyniki | Awans                      |
| ------ | ---------- | ------------------------- | ------------------------- | ------ | -------------------------- |
| 1 para | 24.04.2024 | Widzew Łódź               | Constract Lubawa          | 0:5    | Awans Constract Lubawa     |
| 1 para | 27.04.2024 | Constract Lubawa          | Widzew Łódź               | 2:1    | Awans Constract Lubawa     |
| 2 para | 24.04.2024 | Legia Warszawa            | Rekord Bielsko-Biała      | 2:6    | Awans Rekord Bielsko-Biała |
| 2 para | 27.04.2024 | Rekord Bielsko-Biała      | Legia Warszawa            | 6:0    | Awans Rekord Bielsko-Biała |
| 3 para | 24.04.2024 | BSF Bochnia               | Piast Gliwice             | 2:8    | Awans Piast Gliwice        |
| 3 para | 27.04.2024 | Piast Gliwice             | BSF Bochnia               | 7:2    | Awans Piast Gliwice        |
| 4 para | 24.04.2024 | Dreman Opole Komprachcice | Futsal Leszno             | 7:3    | Awans Futsal Leszno        |
| 4 para | 27.04.2024 | Futsal Leszno             | Dreman Opole Komprachcice | 4:3    | Awans Futsal Leszno        |
| 4 para | 28.04.2024 | Futsal Leszno             | Dreman Opole Komprachcice | 7:4    | Awans Futsal Leszno        |

### 1/2 finału
Mecze rozgrywane są do dwóch zwycięstw.
| Pary   | Data       | Drużyna I            | Drużyna II           | Wyniki | Awans                      |
| ------ | ---------- | -------------------- | -------------------- | ------ | -------------------------- |
| 1 para | 8.05.2024  | Futsal Leszno        | Constract Lubawa     | 2:1    | Awans Constract Lubawa     |
| 1 para | 11.05.2024 | Constract Lubawa     | Futsal Leszno        | 6:3    | Awans Constract Lubawa     |
| 1 para | 12.05.2024 | Constract Lubawa     | Futsal Leszno        | 4:1    | Awans Constract Lubawa     |
| 2 para | 8.05.2024  | Piast Gliwice        | Rekord Bielsko-Biała | 2:4    | Awans Rekord Bielsko-Biała |
| 2 para | 11.05.2024 | Rekord Bielsko-Biała | Piast Gliwice        | 7:3    | Awans Rekord Bielsko-Biała |

### Mecze o 3. miejsce
Mecze rozgrywane są do dwóch zwycięstw. 
| Pary           | Data       | Drużyna I     | Drużyna II    | Wyniki | Awans                                               |
| -------------- | ---------- | ------------- | ------------- | ------ | --------------------------------------------------- |
| Mecz o 3 m-ce. | 18.05.2024 | Futsal Leszno | Piast Gliwice | 2:5    | 3. miejsce: Piast Gliwice 4. miejsce: Futsal Leszno |
| Mecz o 3 m-ce. | 25.05.2024 | Piast Gliwice | Futsal Leszno | 5:1    | 3. miejsce: Piast Gliwice 4. miejsce: Futsal Leszno |

### Finał
Mecze finałowe rozgrywane są do trzech zwycięstw. 
| Pary  | Data       | Drużyna I            | Drużyna II           | Wyniki         | Awans                                                         |
| ----- | ---------- | -------------------- | -------------------- | -------------- | ------------------------------------------------------------- |
| Finał | 22.05.2024 | Constract Lubawa     | Rekord Bielsko-Biała | 2:2, pd.k. 2-4 | 1. miejsce: Rekord Bielsko-Biała 2. miejsce: Constract Lubawa |
| Finał | 26.05.2024 | Rekord Bielsko-Biała | Constract Lubawa     | 2:5            | 1. miejsce: Rekord Bielsko-Biała 2. miejsce: Constract Lubawa |
| Finał | 27.05.2024 | Rekord Bielsko-Biała | Constract Lubawa     | 2:1            | 1. miejsce: Rekord Bielsko-Biała 2. miejsce: Constract Lubawa |
| Finał | 31.05.2024 | Constract Lubawa     | Rekord Bielsko-Biała | 3:5            | 1. miejsce: Rekord Bielsko-Biała 2. miejsce: Constract Lubawa |

## Źródła
- 90.minut.pl